# Санхудо да Сільва Гільєрме Джован
Санхудо да Сільва Гільєрме Джован або просто Гільєрме Панамбі (порт.-браз. Sanhudo da Silva Guilherme Giovan, нар. 11 березня 1995, Порту-Алегрі, Бразилія) — бразильський футболіст, фланговий півзахисник та нападник клубу «Львів».

## Життєпис
Народився в Порту-Алегрі, вихованець клубу «Сан-Каетано», за молодіжну команду якого виступав до 2015 року. На батьківщині виступав на регіональному рівні за клуби «Фламенго» (Гуарілюс), «Сан-Жозе-дус-Кампус» та «Мауаенсе».
У середині липня 2018 року перейшов до новачка УПЛ, ФК «Львів». Дебютував у складі «городян» 28 липня 2018 року в програному (0:1) домашньому поєдинку 2-о туру УПЛ проти київського «Динамо». Панамбі вийшов на поле на 58-й хвилині, замінивши Ростислава Волошиновича.